# Zaljev Buor-Haja
Zaljev Buor-Haja (rus. Губа Буор-Хая) je zaljev u ruskoj republici Jakutiji, jedan od najvažnijih zaljeva Laptevskog mora.
Na obali zaljeva postoji napuštena polarna postaja Buor-Haja.

## Geografija
Nalazi se na zapadnom kraju Jano-Indigirske nizine, između istočne strane delte Lene na njenoj zapadnoj strani i rta Buor-Haya na njenom SI kraju.
Zaljev Tiksi i poluotok Bikovski nalaze se na zapadnim obalama zaljeva Buor-Haja. 
Jako erodirani otok Muostah, ostatak drevne velike ravnice, nalazi se zapadno od sredine zaljeva.
Rijeka Omoloj jedina je velika rijeka koja se ulijeva u zaljev Buor-Haja, a njezino se ušće nalazi na pola istočne obale. More u ovom zaljevu zaleđeno je oko devet mjeseci svake godine i često je zakrčeno santama leda.

## Vanjske poveznice
- Kalinenko, V. V. 2001. Clay Minerals in Sediments of the Arctic Seas. Lithology and Mineral Resources. 36 (4): 362–372. doi:10.1023/A:1010414305264
- Sekretov, Sergey B. 2002. Structure and tectonic evolution of the Southern Eurasia Basin, Arctic Ocean. Tectonophysics. 351 (3): 193–243. Bibcode:2002Tectp.351..193S. doi:10.1016/S0040-1951(01)00278-5
- Seismic Arctic Earthquakes